# Pulp Fiction (banda sonora)
Music from the Motion Picture Pulp Fiction es el título del álbum, publicado en 1994, basado en la banda sonora de la película Pulp Fiction de Quentin Tarantino.

## Descripción
El álbum contiene trece de las veinte canciones que componen la banda sonora de la película Pulp Fiction junto con algunos diálogos que preceden o se intercalan entre los temas. La selección de canciones fue realizada por el propio Quentin Tarantino, que contó con el asesoramiento del músico Boyd Rice. Algunos temas fueron sugeridos Chuck Kelley y Laura Lovelace, amigos del director, que aparecieron acreditados como asesores musicales de la película. Como es habitual en otros trabajos de Quentin Tarantino, la música fue escogida antes de escribir el guion. «Cuando tengo algún tipo de idea para una película, voy hacia mi colección de discos y empiezo a poner canciones. Supongo que de alguna forma para encontrar la personalidad de la película, su espíritu». declaró en una entrevista el director. 
La banda sonora está compuesta por canciones poco conocidas, fundamentalmente de los años 60, de géneros como el soul, el funky y la Música surf. De este último estilo son buena parte de los temas. Tarantino explica que concibió Pulp Fiction como «una serie de historias en las que la ciudad, Los Angeles, sería un personaje más, a la manera de Nueva York en las pelis de Woody Allen. Si la música más genuina para historias ambientadas en Nueva York es el jazz, ¿por qué no surf para LA?»

## Recepción
Pulp Fiction fue una de las películas más aclamadas de la década de los 90, la banda sonora se publicó en septiembre de 1994 alcanzando en el mes de noviembre de ese mismo año 1,6 millones de copias vendidas. En 1996 alcanzó los 2 millones.[cita requerida]
El éxito de Pulp Fiction catapultó a la fama al grupo Urge Overkill cuando su versión del tema de Neil Diamond, "Girl, You'll Be a Woman Soon" fue incluido en la banda sonora. También ayudó a resurgir a Kool & the Gang y puso de moda la Música surf. Inspirados por la banda sonora, los publicistas comenzaron a utilizar la música surf en sus anuncios "para ayudar a vender de todo, desde burritos a la pasta dental".[cita requerida]

## Lista de canciones
| N.º | Título | Duración |  |
| 1.  | «"Pumpkin and Honey Bunny (diálogo)/Misirlou"» (Interpretado por Tim Roth, Amanda Plummer (diálogo) Dick Dale & His Del-Tones (canción))         | 2:27     |  |
| 2.  | «"Royale with Cheese" (diálogo)» (Interpretado por Samuel L. Jackson y John Travolta)                                                            | 1:42     |  |
| 3.  | «"Jungle Boogie"» (Interpretado por Kool & the Gang)                                                                                             | 3:05     |  |
| 4.  | «"Let's Stay Together"» (Interpretado por Al Green)                                                                                              | 3:15     |  |
| 5.  | «"Bustin' Surfboards"» (Interpretado por The Tornadoes)                                                                                          | 2:26     |  |
| 6.  | «"Lonesome Town"» (Interpretado por Ricky Nelson)                                                                                                | 2:13     |  |
| 7.  | «"Son of a Preacher Man"» (Interpretado por Dusty Springfield)                                                                                   | 2:25     |  |
| 8.  | «"Zed's Dead, Baby (diálogo)/Bullwinkle Part II"» (Interpretado por Maria de Medeiros y Bruce Willis (diálogo), The Centurions (canción))        | 2:39     |  |
| 9.  | «"Jack Rabbit Slims Twist Contest (diálogo)/You Never Can Tell"» (Interpretado por John Travolta y Uma Thurman (diálogo), Chuck Berry (canción)) | 3:12     |  |
| 10. | «"Girl, You'll Be a Woman Soon"» (Interpretado por Urge Overkill)                                                                                | 3:09     |  |
| 11. | «"If Love Is a Red Dress (Hang Me in Rags)"» (Interpretado por Maria McKee)                                                                      | 4:55     |  |
| 12. | «"Bring Out the Gimp (diálogo)/Comanche"» (Interpretado por Peter Greene y Duane Whitaker (diálogo), The Revels (canción))                       | 2:10     |  |
| 13. | «"Flowers on the Wall"» (Interpretado por The Statler Brothers)                                                                                  | 2:23     |  |
| 14. | «"Personality Goes a Long Way" (diálogo)» (Interpretado por Samuel L. Jackson y John Travolta)                                                   | 1:00     |  |
| 15. | «"Surf Rider"» (Interpretado por The Lively Ones)                                                                                                | 3:18     |  |
| 16. | «"Ezekiel 25:17" (diálogo)» (Interpretado por Samuel L. Jackson)                                                                                 | 0:51     |  |

## Edición coleccionista
En 2002 se publicó un doble CD con todas las canciones del álbum de 1994 remasterizadas. En esta edición se incluyeron cuatro de los temas que sonaron en la película y que no aparecían en el anterior álbum junto a una entrevista al director Quentin Tarantino. Dos de los temas que sonaron en la película nunca han sido incluidos en la banda sonora.

### Canciones adicionales en edición 2002
- "Since I First Met You" interpretada por The Robins – 2:20
- "Rumble (instrumental) " interpretada por Link Wray and His Ray Men – 2:25
- "Strawberry Letter #23" interpretada por The Brothers Johnson – 4:57
- "Out of Limits" interpretada por The Marketts – 2:05

### Canciones no incluidas en ningún recopilatorio
- "Waitin' in School" interpretada por Gary Shorelle
- "Teenagers in Love" interpretada por Woody Thorne